# Love Metal
Love Metal – czwarty album grupy HIM, wydany w roku 2003.

## Lista utworów
1. "Buried Alive By Love" - 5:01
2. "The Funeral of Hearts" - 4:30
3. "Beyond Redemption" - 4:28
4. "Sweet Pandemonium" - 5:46
5. "Soul On Fire" - 4:00
6. "The Sacrament" - 4:32
7. "This Fortress of Tears" - 5:47
8. "Circle of Fear" - 5:27
9. "Endless Dark" - 5:35
10. "The Path" - 7:44
11. "Love’s Requiem" - 8:36(tylko w edycji digipack)
12. "The Funeral Of Hearts" video (w zwykłej edycji)
13. "Buried Alive By Love" video (w edycji digipack)

## Twórcy
- Ville Valo – wokal
- Mikko Paananen – gitara basowa
- Lily Lazer – gitara
- Mikko Karppinen – perkusja
- Janne Purttinen – instrumenty klawiszowe

## Pozycje na listach
| Lista | Kraj   | Pozycja |
| ----- | ------ | ------- |
| OLiS  | Polska | 8       |